# Sthenias angustata
Sthenias angustata är en skalbaggsart som beskrevs av Maurice Pic 1925. Sthenias angustata ingår i släktet Sthenias och familjen långhorningar. Inga underarter finns listade i Catalogue of Life.